# Jon Favreau
Jonathan Kolia "Jon" Favreau (/ˈfævroʊ/; sinh ngày 19 tháng 10 năm 1966) là một diễn viên, người đóng hài kịch và nhà làm phim người Mỹ. Là một diễn viên, ông được biết đến nhiều nhất với những vai diễn trong Rudy, Swingers (những phim ông cũng viết kịch bản), Very Bad Things, The Break-Up và Siêu đầu bếp. Những nỗ lực trong vai trò đạo diễn nổi tiếng của ông bao gồm Elf, Người Sắt, Cowboys & Aliens và Chef. Ông cũng từng giữ vai trò giám đốc sản xuất trong The Avengers, Người Sắt 3 và Avengers: Đế chế Ultron. Vai diễn truyền hình nổi tiếng nhất của ông là vai Pete Becker, bạn trai của Monica Geller trong mùa thứ ba của loạt phim truyền hình sitcom Những người bạn. Ông thường sản xuất phim dưới biểu ngữ của mình Fairview Entertainment. Công ty được ghi nhận là đồng sản xuất trong hầu hết những dự án đạo diễn của Favreau.